# Edward Montagu (2e comte de Sandwich)
Edward Montagu, 2e comte de Sandwich (3 janvier 1647/48 - 29 novembre 1688) est un noble britannique.

## Biographie
Il est né à Hinchinbrooke, Huntingdonshire, Angleterre fils d'Édouard Montagu (1er comte de Sandwich) et Jemima Crew. Il est titré vicomte Hinchingbrooke de 1660 à 1672. Il fait ses études principalement à Paris, où il vit avec son cousin Walter Montagu (en), même s'il est dit "ne pas avoir été un grand érudit". Il épouse Lady Anne Boyle, fille de Richard Boyle (1er comte de Burlington) et Elizabeth Clifford, 2e baronne Clifford. Ils ont trois enfants : Edward Montagu (3e comte de Sandwich), Richard Montagu et Elizabeth Montagu. Anne meurt en 1671. Leur fils aîné est fou. Même s'il n'y a pas de preuve que la maladie soit héréditaire, il semble que le premier comte ait souffert de dépression dans ses dernières années.
En 1681, Edward est nommé Lord Lieutenant du Huntingdonshire à son retour de l'étranger, mais il ne prend jamais le poste, qui est exercé successivement par Robert Bruce (1er comte de Ailesbury) et Thomas Bruce (2e comte d'Ailesbury). Le 1er comte a également exercé pour lui, de la même façon, le poste de Lord Lieutenant du Cambridgeshire en 1685, mais la nomination est annulé après la mort d'Ailesbury, la même année.
Le biographe de son père le décrit comme "un jeune homme constante, pas très robuste, qui n'aurait jamais mis la Tamise à feu." Son bref mariage avec Anne semble avoir été assez heureux: sa mère a beaucoup apprécié sa belle-fille.